# Томаш Марковський
Томаш Марковскі (пол. Tomasz Markowski, 30 липня 1975, Глогув) – польський шахіст.

## Шахова кар'єра
1993 вперше виступив у фінальній частині чемпіонату Польщі. Того ж року 18-річний шахіст виборов чемпіонство одразу в швидких шахах і в бліці. Відтоді входить до польської шахової еліти. Призер 8 індивідуальних першостей країни: 5 перемог (1993, 1998, 1999, 2003, 2007), срібна нагорода (2000) i двічі бронза (1995, 2002). П'ятиразовий переможець клубного чемпіонату Польщі (1998, 2002, 2003, 2004, 2005).
В складі національної команди:
- брав участь у шахових олімпіадах п'ять разів (1994, 1996, 1998, 2000, 2002);
- з чотирьох виступів на Командних чемпіонатах Європи (1999, 2001, 2003, 2005) найвдалішим був останній — в індивідуальному заліку Томаш Марковскі був найкращим на V шахівниці.

Бронзовий призер чемпіонату Європи 2000 у Сан-Венсані (за додатковими показниками, мав однакову кількість пунктів з лідерами). Дворазовий переможець міжнародних турнірів у Женеві (1995 і 2000). З інших турнірних здобутків:
- 2001 поділив II нагороду відкритого турніру в Білі;
- 2003 посів III місце в сильному турнірі на Бермудах (після Джованні Вескові та Петра Свідлера);
- 2004 поділив IV у відкритому турнірі Аерофлот Опен у Москві;
- 2007 здобув у Варшаві звання віце-чемпіона Європи зі швидких шахів (поступившись у фіналі Олексієві Александрову);
- 2008 переміг у Нойштадті;
- 2011 поділив із Даріушем Свірчем перший приз Меморіалу Мічеслава Найдорфа, зіграного в Варшаві.

Найвищим у кар'єрі Марковського є рейтинг у 2632 пункти та 4 місце серед шахістів Польщі (1 вересня 2009).

## Зміни рейтингу
| На цьому місці має відображатися графік чи діаграма, однак з технічних причин його відображення наразі вимкнено. Будь ласка, не видаляйте код, який викликає це повідомлення. Розробники вже працюють для того, щоби відновити штатне функціонування цього графіка або діаграми. | |
| | На цьому місці має відображатися графік чи діаграма, однак з технічних причин його відображення наразі вимкнено. Будь ласка, не видаляйте код, який викликає це повідомлення. Розробники вже працюють для того, щоби відновити штатне функціонування цього графіка або діаграми. |